# Капела Маджоре
Капѐла Маджо̀ре (на италиански: Cappella Maggiore; на венециански: Capéa, Капеа) е малко градче и община в Северна Италия, провинция Тревизо, регион Венето. Разположено е на 115 m надморска височина. Населението на общината е 4666 души (към 2010 г.).